# Homicide involontaire en droit canadien
Pour un article plus général, voir Homicide involontaire.
En droit canadien, la notion d'homicide involontaire englobe l'ensemble des situations factuelles où un individu a causé la mort d'un être humain de manière non intentionnelle ou involontaire. Un homicide involontaire ne mène à des accusations pénales que si les éléments d'actus reus et de mens rea propres à une infraction pénale sont présents.

## L'homicide involontaire coupable
Dans le droit pénal des États de common law, l'homicide involontaire coupable (anglais : manslaughter) est une infraction pénale que l'on peut définir comme « un homicide commis par une personne qui n'avait pas l'intention spécifique de causer la mort ou de poser l'acte qui l'a entraînée, qu'elle ait agi sous le coup d'une impulsion soudaine ou par suite d'une imprudence ou d'une négligence ». Autrement dit, l'accusé pouvait avoir une mens rea autre que l'intention spécifique de tuer la victime, comme l'intention de la blesser par exemple ou une mens rea de négligence. 
Sur le plan des usages linguistiques, beaucoup de personnes lorsqu'elles parlent d'un homicide involontaire réfèrent en réalité à l'homicide involontaire coupable .

## L'homicide involontaire non coupable
Au sens absolu de l'absence de l'élément volontaire minimal de l'actus reus, un homicide involontaire n'est pas une véritable infraction criminelle car toute infraction criminelle exige un état minimal de maîtrise consciente de soi ou de la conscience de sa conduite. Plaider l'absence de volonté dans un procès pénal revient à plaider la défense d'automatisme, de troubles mentaux ou d'intoxication extrême, lesquelles mènent à un verdict autre que la culpabilité (acquittement ou non-responsabilité criminelle pour troubles mentaux). 
Par exemple, en droit canadien, l'affaire R. c. Parks est une affaire d'homicide involontaire non coupable où l'accusé a été acquitté en raison de son somnambulisme. L'homicide était à la fois véritablement involontaire et véritablement non coupable. La Cour suprême du Canada juge que la volonté est constitutionnellement protégée par l'article 7 de la Charte canadienne des droits et libertés,.

## Le cas des décès sur la route
En droit pénal canadien, les décès sur la route sont généralement traités sous l'angle de la négligence pénale, au sens de l'arrêt R. c. Beatty de la Cour suprême, lequel implique « un écart marqué par rapport à la norme de diligence que respecterait une personne raisonnable ». À titre d'exemple, dans l'affaire Clément Ouimet, les procureurs n'ont pas porté d'accusations car ils n'étaient pas convaincus de l'écart marqué du conducteur. Dans les situations factuelles de décès sur la route où les procureurs décident de porter des accusations, le chef d'accusation utilisé ne sera généralement pas l'homicide involontaire coupable, mais plutôt une infraction spécifiquement en lien avec la conduite d'un véhicule à moteur, comme l'infraction de conduite dangereuse causant la mort (art. 320.13 (3 C.cr.), la capacité de conduire affaiblie causant la mort (art. 320.14 (3) C.cr.), l'omission ou le refus d’obtempérer pour un accident ayant entraîné la mort (320.15 C.cr. (3)) l'omission de s’arrêter à la suite d’un accident ayant entraîné la mort (art. 320.16 (3) C.cr.) ou d'autres infractions de même nature.